# Maciej Gudowski
Maciej Kacper Gudowski (ur. 6 stycznia 1955 w Warszawie) – polski lektor telewizyjny, radiowy i teatralny.

## Życiorys
Absolwent Szkoły Głównej Planowania i Statystyki w Warszawie.  Przez kilkanaście lat prowadził w Polskim Radiu programy, koncerty, czytał wiadomości i zapowiedzi.
Lektor w setkach filmów i seriali (znany m.in. z seriali Dynastia, Domek na prerii, Z Archiwum X, Kobra – oddział specjalny i Co ludzie powiedzą?), specjalizujący się w filmach akcji. Na początku lat 90 był lektorem czytającym na żywo w Telewizyjnym Kurierze Warszawskim.
Niektóre filmy, do których przeczytał listę dialogową: Chiński syndrom, Pulp Fiction, Zabójcza broń, Imię róży, Daredevil, Dzika banda, cykl Akademii Policyjnej, Matrix, cykl Jamesa Bonda, Władca Pierścieni, Mgła, Transformers, Iron Man, Transformers 2 poszczególne horrory z cyklu Piątek, trzynastego. Czytał również seriale animowane, m.in. Czarodziejskie zwierciadełko. W latach ok. 1994–2007 był lektorem seriali animowanych Warner Bros.
W latach 90. był prezenterem i lektorem Teleexpressu. Nagrał komunikaty głosowe dla warszawskiej Szybkiej Kolei Miejskiej oraz drugiej linii stołecznego metra.

## Lektor

### Filmy fabularne
- Titanic  (DVD)
- Cudowna lampa Aladyna (VHS)
- Kijanka i wieloryb (VHS)
- Władca Pierścieni: Drużyna Pierścienia (TVN, VHS, DVD)
- Szukając sprawiedliwości (TVN)
- Pamiętnik (TVN)
- Kosmiczne jaja  (TVP)
- Nico (TVP2)
- Działa Navarony (TVP2)
- Licencja na zabijanie (TVP2)
- Alf: Odcinek świąteczny (TVP1)
- Kopciuszek (TVN, Disney Channel)
- Piękna i Bestia (wersja lektorska, Canal+ Premium, Disney Channel)
- Yuchi Gong: Bóg drzwi (TV4)

### Seriale telewizyjne
- Dynastia[5]
- Dwa światy
- Z Archiwum X
- Alf (TVP1)
- Pełna chata (TVP2)
- Elif (TVP1)

### Filmy animowane
- Wyspa skarbów (VHS)
- Czarna Strzała (VHS)
- Jaś i magiczna fasola (DVD)
- Piękna i Bestia (VHS i TVS)
- Kopciuszek (VHS)
- Siódmy braciszek

### Seriale animowane
- Był sobie kosmos (TVP ABC, Arte, DVD)
- Baśnie braci Grimm (anime) (Jaś i Małgosia, Czterej Muzykanci z Bremy, Żelazny Jan) (VHS)
- Baśnie tysiąca i jednej nocy (VHS)
- Chlupotki (VHS)
- Czarodziejskie zwierciadełko (Polonia 1)[6]
- Festiwal bajek (VHS)
- Gończe koty (VHS)
- Kapitan Z i Strefa Snu (VHS)
- Kapłanki przeklętych dni (DVD)
- Kawaler miecza[6]
- Klejnot snów (VHS)[7]
- Magia tęczowych gwiazd
- My Hero Academia
- Nowe przygody rodziny Addamsów (TV Puls)
- Raj – jaskiniowy chłopiec (VHS)
- Szczenięce lata Toma i Jerry’ego (TVN, Junior, TV Puls)
- Visionaries 1 – Wizjonersi Rycerze świata - Rycerze magicznego światła (Początek wieku magii) (VHS)[8]
- Widget (wersja lektorska)
- Zwariowana gromadka
- Taffy (Disney Channel)

### Audiodeskrypcja
- Szatan z 7 klasy (Kino Polska)